# Septembre 1872

## Événements
- Scission entre Bakouninistes et marxistes au Congrès de l'Association internationale des travailleurs à La Haye.
  - Agitation fédéraliste et anarchiste dans les régions méditerranéennes en Espagne. Répression. Scission de la fédération régionale entre Bakouninistes et marxistes. Paul Lafargue, gendre de Marx fonde à Madrid la Nouvelle Fédération madrilène.

- 1er septembre : début du règne du roi des Zoulous Chettiwayo, fils de Mpande. Il rassemble une puissante armée, entraînée selon les méthodes de Tchaka (fin en 1879).

- 4 septembre : rétablissement d'un condominium franco-britannique sur l'Égypte.

- 7 septembre : entrevue des trois empereurs (Autriche-Hongrie, Allemagne, Russie) à Berlin. Ils s’entendent sur le principe d’une assistance mutuelle en cas d’agression par une tierce puissance. Bismarck, qui redoute que la France ne constitue une alliance antiprussienne avec certains autres pays d’Europe a provoqué cette réunion.

- 10 septembre : au synode de Constantinople, le patriarche de l’Église orthodoxe déclare schismatique l’Église bulgare (pour philétysme). Cette décision est soutenue par la Grèce qui craint l’influence russe dans la région.

- 18 septembre : début du règne d'Oscar II, roi de Suède et de Norvège (fin en 1907).

## Naissances
- 1er septembre : 
  - Pierre-Ernest Dalbouze, ingénieur, industriel et homme d'affaires († 27 novembre 1936)
  - Gustave Marissiaux, photographe pictorialiste belge († 1929).

## Décès
- 16 septembre : Edme-Jean Pigal, peintre de genre, dessinateur, graveur et lithographe français